# Aplastodiscus musicus
Espèce
Synonymes
- Hyla musica Lutz, 1949

Statut de conservation UICN

 DD  : Données insuffisantes
Aplastodiscus musicus est une espèce d'amphibiens de la famille des Hylidae.

## Répartition
Cette espèce est endémique du Brésil. Elle se rencontre au-dessus de 1 200 m d'altitude dans la Serra dos Órgãos dans l'État de Rio de Janeiro,.

## Publication originale
- Lutz, 1949 : Anfíbios anuros da coleção Adolpho Lutz. II. Espécies verdes do gênero Hyla do leste-meridional do Brasil. Memórias do Instuto Oswaldo Cruz, Rio de Janeiro, vol. 46, p. 550-577 (texte intégral).